# Meleneta moes
Meleneta moes är en fjärilsart som beskrevs av Dyar 1920. Meleneta moes ingår i släktet Meleneta och familjen Pantheidae. Inga underarter finns listade i Catalogue of Life.